# Santa Cruz de Yanguas
Santa Cruz de Yanguas est une commune espagnole de la province de Soria en Castille-et-León.